# 카를로스 보레요
호세 카를로스 보레요(스페인어: José Carlos Borrello, 1955년 9월 12일 ~ )는 아르헨티나의 축구 지도자로 아르헨티나 여자 축구 국가대표팀의 감독을 2번(1998 ~ 2012, 2017 ~ 2021) 역임했으며 선수로는 한번도 뛴 적이 없다.

## 지도자 경력
1994년부터 1995년까지 대학교 축구부 감독으로 재직한 뒤 1996년부터 1997년까지 산마르틴 데 부르사코의 감독으로 재직하다가 1997년에는 아르헨티나 여자 대표팀의 코치를 역임하기도 했다.
그러다가 1998년부터 2012년까지 아르헨티나 여자 대표팀의 감독을 맡아 2003년 남미 여자 축구 선수권 대회 준우승, 2006년 남미 여자 축구 선수권 대회 우승, 2회 연속 FIFA 여자 월드컵 본선 진출(2003년, 2007년), 2008년 하계 올림픽 본선 진출, 2010년 남미 여자 축구 선수권 대회 4위 등의 성적을 이끌었다.
그리고 아르헨티나 U-20 여자 대표팀의 감독으로 3번의 FIFA U-20 여자 월드컵 본선(2006년, 2008, 2012년)에도 출전하여 이 중 2006년 대회에서 아르헨티나 여자 축구 역사상 FIFA 주관 대회 첫 승을 이끌기도 했다.
이후 2014년부터 2017년까지 캄페오나토 데 푸트볼 페메니노의 UAI 우르키사의 감독을 역임하며 2014년과 2016년 리그 우승, 2015년 리그 준우승을 이끈 뒤 2017년 7월 아르헨티나 여자 대표팀의 사령탑으로 전격 복귀하여 2018년 코파 아메리카 페메니나 3위를 이끌었고 파나마와의 2019년 FIFA 여자 월드컵 대륙간 플레이오프에서도 5-1의 대승을 거두며 12년만에 통산 3번째 월드컵 본선 진출에 성공했다.
그리고 2019년 FIFA 여자 월드컵 본선에서도 2011년 FIFA 여자 월드컵 챔피언 일본을 상대로 무승부를 이끌어내는 등 아르헨티나 여자 축구 사상 첫 여자 월드컵 승점 획득 및 여자 월드컵 최고 성적(18위)에도 큰 기여를 했으며 이후에 열린 2019년 팬아메리칸 게임에서도 팀의 사상 첫 팬아메리칸 게임 은메달을 이끌어냈다.

## 수상

### 지도자 (국가대표팀)
아르헨티나 (여자)
- 코파 아메리카 페메니나 : 우승 (2006), 준우승 (2003), 3위 (2018), 4위 (2010)
- 팬아메리칸 게임 : 은메달 (2019)

### 지도자 (클럽)
UAI 우르키사
- 캄페오나토 데 푸트볼 페메니노 : 우승 (2014, 2016), 준우승 (2015)